# Dindagatta, Alur
Dindagatta là một làng thuộc tehsil Alur, huyện Hassan, bang Karnataka, Ấn Độ.